# Tetrorchidium
Tetrorchidium é um género botânico pertencente à família Euphorbiaceae.

## Sinonímia
- Hasskarlia Baill.
- Tetrorchidiopsis Rauschert

## Espécies
Apresenta 28 espécies:
| - Tetrorchidium andinum - Tetrorchidium boyacanum - Tetrorchidium brevifolium - Tetrorchidium bulbipilosum - Tetrorchidium congolense - Tetrorchidium costaricense - Tetrorchidium didymostemon - Tetrorchidium duckei - Tetrorchidium dusenii - Tetrorchidium euryphyllum - Tetrorchidium gabonense - Tetrorchidium gorgonae - Tetrorchidium gorgone - Tetrorchidium jamaicense | - Tetrorchidium macrophyllum - Tetrorchidium microphyllum - Tetrorchidium minus - Tetrorchidium molinae - Tetrorchidium ochroleucum - Tetrorchidium oppositifolium - Tetrorchidium parvulum - Tetrorchidium popayanense - Tetrorchidium robledoanum - Tetrorchidium rotundatum - Tetrorchidium rubrivenium - Tetrorchidium tenuifolium - Tetrorchidium trigynum - Tetrorchidium ulugurense |

## Nome e referências
Tetrorchidium Poepp.